# Очеретянка садова
Очеретя́нка садо́ва (Acrocephalus dumetorum) — вид птахів родини очеретянкових. Ареал охоплює переважно Азію, а також північну Європу. В Україні — рідкісний гніздовий перелітний птах на північному сході країни, гніздовий ареал якого поступово поширюється на захід. Монотиповий вид.

## Опис

### Морфологічні ознаки
Невеликий птах, трохи менший за горобця. Маса тіла 10-12 г, довжина тіла близько 12 см. Статевий диморфізм не виражений. Оперення верху буре, з оливковим відтінком; перед оком вузька світла смужка; низ бурувато-білий; махові і стернові пера бурі; дзьоб бурий, біля основи нижньої щелепи жовтуватий; ноги бурі. Райдужка коричнева.
Від чагарникової та ставкової очеретянок відрізняється оливковим відтінком верху, але найдостовірніше — лише піснею.

### Звуки
Пісня голосна, різноманітна, мелодійніша, ніж у інших очеретянок, складається з набору трелей, свисту, вигуків, що видаються в мінливому порядку. У пісні багато запозичених елементів. Співає у різний час доби, але найбільш активно — на світанку та у присмерках, а також у світлі ночі. Поклик — тихе «чек».

## Поширення
Ареал доволі широкий та охоплює переважно Азію, а також північну Європу. Гніздиться південної Швеції, від Балтійського моря на схід до басейну Чони, басейну Чари, басейну верхньої Лени, Східного Саяну, озера Убсу-Нур, південно-східного Алтаю, Саура, Тарбагатая, Джунгарського Алатау. В області Тянь-Шаню і Алтайської системи східні межі поширення збігаються з кордоном колишнього СРСР. На північ до південної Фінляндії, Онезького півострова, району Архангельська, в басейнах Вичегди і Печори до 62-ї паралелі, в Західному Сибіру до 62-ї паралелі, в басейні Єнісею і в Середньому Сибіру до 64-ї паралелі. На південь до Калінінградської області, північної Білорусі, областей Російської Федерації Смоленської, Воронезької, Тамбовської, Саратовської. Далі на схід від Каспійського моря на південь до Копетдагу, Хорасанських гір, Паропамізу.
В Україні гніздиться подекуди на півночі Харківщини; зальоти мали місце на решті території північного сходу країни. Із 2022 р. співаючих самців і гнізда починають фіксуватись і на заході України .
Зимує в Індії, на Цейлоні і в Бірмі.

## Чисельність
Чисельність в Європі оцінена в 2—5 млн пар, більша частина з яких гніздиться на території Росії; в Україні — лише 10—50 пар. На території Європи гніздиться близько 20 % світової популяції виду, яка за приблизними оцінками оцінена в 21,8-47,8 млн дорослих особин. Чисельність виду зростає.

## Місця існування
Більше за інших очеретянок тяжіє до лісових насаджень. Населяє різноманітні біотопи. У зонах тайги і широколистяних лісах гніздиться в чагарниках і луках вдовж берегів річок, струмків, озер, на окраїнах боліт, зрідка — в заростях очерету; в надзаплавних лісах та дібровах; у лісових балках і ярах, порослих чагарниками, кропивою та різнотрав'ям; на заростаючих вирубках серед хвойних і листяних лісів; у заростях малини на узліссях вологих ялинових лісів; в окремих кущах і навіть купах лісових буреломів серед світлих борів. У лісостепу трапляється в березових лісочках, зокрема на абсолютно сухих ділянках серед них. У зоні відкритих сухих ландшафтів — на невеликих, порослим очеретом, але з наявним плесом, озерах, на берегах річок, обрамлених кущами або очеретом; у верболозах і вільшняках біля річок і струмків, у заростях тамарикса в сухих руслах річок та чагарниках на схилах пагорбів. У гірських районах займає зарості шипшини і дикої вишні на схилах пагорбів і долин. Може гніздитись також у культурному ландшафті — населяє занедбані сади, парки, гаї та забур'янені городи, особливо розташовані на берегах річок і ставків; у садових канавах, порослих ожиною, очеретом і високотрав'ям.

## Гніздування

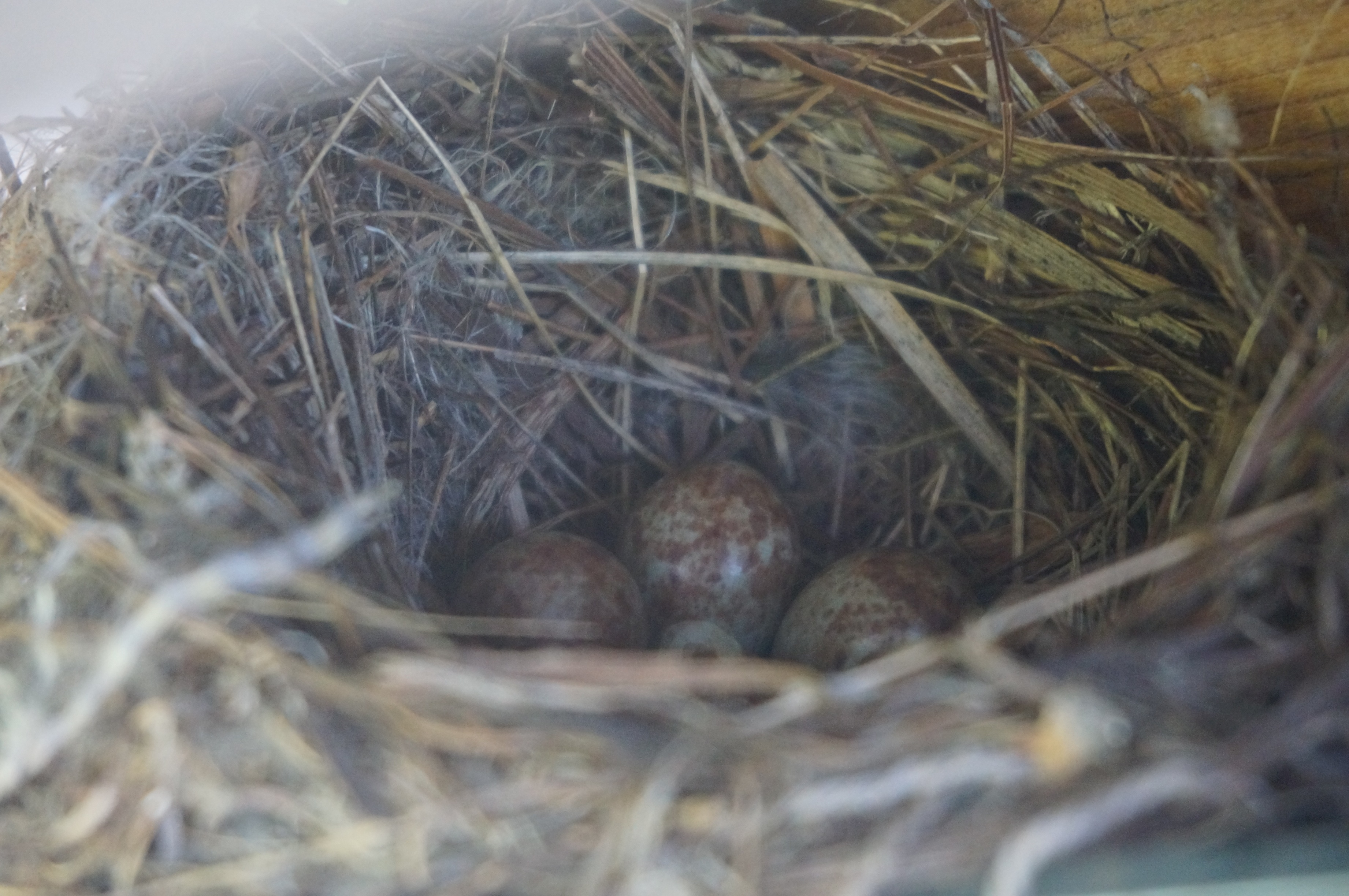
Гніздо з кладкою

Гніздиться окремими парами. Гніздо влаштовує на різній відстані від води, іноді на значній — у заростях кропиви, малини, в занедбаних і порослих травою ягідних кущах, серед кущів жасмину, у верболозах, жимолості, в гущавині черемхи, хмелю, в заростях кінського щавлю, шипшини, дикої вишні та ожини. Найважливішим при виборі місця для гнізда є поєднання густої рослинності і великої кількості світла на її околицях.
Гніздо кріпиться верхнім краєм до 3-5 стеблин рослин, зазвичай на висоті не більше 1 м. Гніздо має форму глибокого кошика або чашечки, гладкої зовні і зсередини. Воно акуратно сплетене з сухих стебел злаків, скріплених вузьким листям трав'янистих рослин, луб'яними волокнами кропиви, а також з рослинного пуху і кропиви. Внутрішній шар складається з більш тонких стебел, листя і китиць злаків. Таким самим матеріалом вистилається і оток, в якому інколи буває шерсть.
Кладка складається з 3-6 (найчастіше 4-5) яєць. Їх забарвлення подібне до очеретянки чагарникової, хоча основний фон шкаралупи більш вохристий, а плями — сірувато-бурі. Середній розмір яєць в Європі 17,94-13,72 мм. Відкладання яєць відбувається переважно наприкінці травня — на початку червня. Насиджують самка і самець протягом 12-15 діб. Пташенят вигодовують обоє батьків 11-13 днів. Протягом року один виводок.

## Живлення
Живиться різноманітними комахами, може споживати також ягоди.

## Загрози та охорона
Очеретянка садова перебуває під охороною Бернської конвенції (Додаток ІІ) та Боннської конвенції (Додаток ІІ).